# Platan u fary na Mírovém náměstí
Platan u fary na Mírovém náměstí je solitérní památný strom platan javorolistý (Platanus x hispanica). Roste před budovou římskokatolické fary u kostela svatého Pavla na Mírovém náměstí v Ostravě-Vítkovicích v nížině Ostravská pánev v Moravskoslezském kraji na Moravě.

## Další informace
Strom byl vyhlášen památným 24. ledna 1997.
| Dendrologické údaje z roku 1997 |            |
| Výška stromu:                   | 23 m       |
| Obvod kmene ve výčetní výšce:   | 2,98 m     |
| Stáří stromu:                   | ?          |
| Ochranné pásmo stromu:          | dle zákona |

Strom je celoročně volně přístupný a v jeho blízkosti se nachází další památný strom Jerlín ve Vítkovicích.

## Galerie

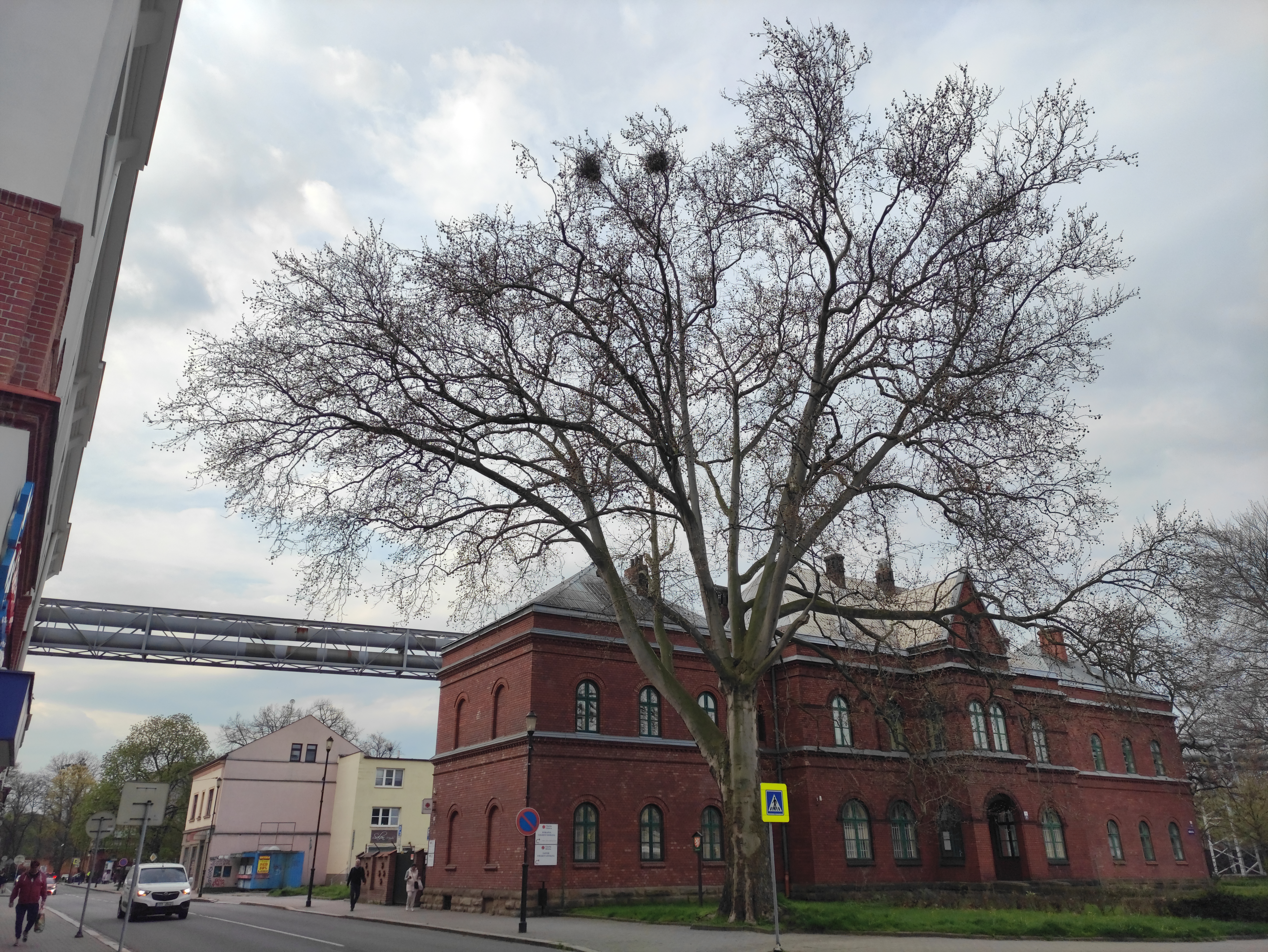
Umístění stromu na náměstí
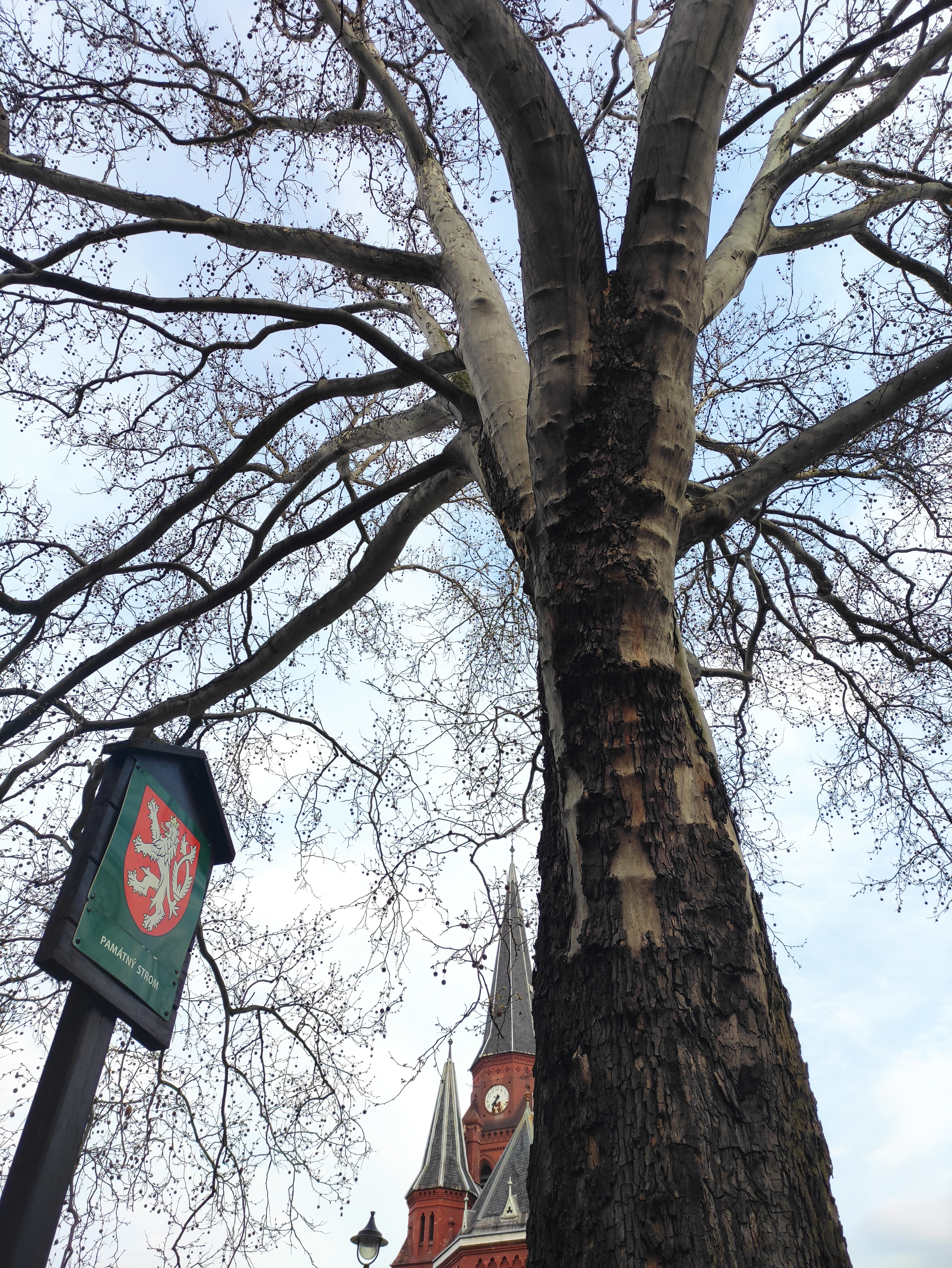
Informační panel a kmen stromu